# Vassili Blokhín
Vassili Mikhàïlovitx Blokhín (rus: Василий Михайлович Блохин; 7 de gener de 1895 - 3 de febrer de 1955) va ser un oficial soviètic que serví com a botxí en cap de l'NKVD estalinista sota les administracions de Guénrikh Iagoda, Nikolai Iejov i Lavrenti Béria. Escollit a dit per Stalin el 1926, Blokhín comandà una companyia de botxins que portà a terme la majoria de les execucions durant el regnat de Stalin (la majoria d'elles durant la Gran Purga). El govern soviètic xifrà les execucions oficials de l'NKVD en 828.000 durant el mandat de Stalin, i Blokhin és recordat per haver executat personalment desenes de milers de presoners ell mateix durant un període de 28 dies, incloent 7.000 presoners de guerra polonesos en una perllongada execució en massa, i es convertí en el botxí més prolífic de tota la història de la humanitat. Va ser condecorat amb l'orde de Lenin, l'orde de la Bandera Roja (1941) i l'orde de la Insígnia d'Honor (1937).

## Biografia
Blokhín va néixer al poble de Gavrilovski, óblast de Vladímir, a una família camperola. Serví a l'Exèrcit Tsarista durant la I Guerra Mundial. El 1918 s'afilià al Partit Comunista i s'uní a la Txekà al març de 1921. Tot i que els registres són escassos, va advertir-se la seva bel·licositat i la seva mestria en el que Stalin anomenà el treball fosc: els assassinats, la tortura, la intimidació i l'execució clandestina. Un cop aconseguí que Stalin s'hagués fixat en ell, va ser ràpidament promogut i en només sis anys va ser nomenat comandant de la Branca Kommandatura del Departament Principal Administratiu-Econòmic de l'NKVD. Aquesta branca tenia la mida d'una companyia, i va ser creada per Stalin específicament per a missions de treball fosc. Amb el quarter general a la Lubianka de Moscou, van ser aprovats per Stalin i rebien ordres directament d'ell, un fet que assegurà la longevitat de la unitat malgrat 3 purgues sagnants de l'NKVD. Com a botxí en cap, el títol oficial era el de Comandant de la Presó de la Lubianka, la qual li permetia realitzar el seu treball autèntic amb un mínim escrutini i sense paperassa oficial.
Malgrat que la majoria de les execucions comuns eren delegades als txequistes locals o als botxins subordinats de la seva unitat, Blokhin premé el gallet personalment en totes les execucions de perfil alt que es realitzaren a la Unió Soviètica durant el seu mandat, incloent les dels Vells Bolxevics condemnats durant els judicis espectacles de Moscou, la del Mariscal Mikhaïl Tukhatxevski (condemnat en un judici secret) i a dos dels tres caps caiguts de l'NKVD (Iagoda el 1938 i Iejov el 1940), a les ordres dels quals havia servit. El 1937 va ser condecorat amb la Insígnia d'Honor pels seus serveis.
L'acció més infame de Blokhin va ser a l'abril de 1940, quan afusellà uns 7.000 oficials polonesos capturats després de la invasió soviètica de Polònia, provinents del camp de presoners d'Ostaxkov durant la massacre de Katyn. Seguint l'ordre secreta de Stalin del 4 d'abril al Cap de l'NKVD Lavrenti Béria (així com l'Ordre 485 de l'NKVD, que encara s'aplicava), les execucions van ser portades a terme durant 28 nits consecutives a la cambra d'execucions especialment construïda al quarter general de l'NKVD a Kalinin (avui Tver), sent assignada directament a Blokhin, fent-lo el botxí oficial de l'NKVD.
Blokhin decidí inicialment una ambiciosa quota de 300 execucions per nit, i desenvolupà un eficient sistema en el que els presoners eren portats individualment a una avantcambra, pintada de vermell i coneguda com la cambra Leninista per a una breu i succinta identificació positiva, abans de ser emmanillats i portats cap a la cambra d'execució del costa. La cambra estava especialment dissenyada amb parets encoixinades per ofegar el so, un pis en pendent pel drenatge i una paret on els presoners s'esperaven d'esquena. Blokhin, vestit amb un davantal de carnisser de pell, guants i gorra per protegir l'uniforme, empenyia el presoner contra la paret i li disparava un tret a la base del crani amb una pistola alemanya Walther Model 2 .25 ACP. Havia portat un maletí ple de pistoles, car no confiava en la seguretat de la TT-30 de reglament soviètica, per a l'ús freqüent que li donaria. L'ús d'una pistola alemanya, habitualment emprada pels agents d'intel·ligència nazis, també oferiria una excusa plausible a les execucions si els cadàvers eren posteriorment descoberts.
Entre 20 i 30 agents locals de l'NKVD, guàrdies i conductors, estaven presents durant el servei per escortar als presoners al soterrani, confirmar la identificació, i després retirar el cadàver i netejar la sang després de cada execució. Si bé algunes de les execucions van ser realitzades pel Tinent Superior de Seguretat de l'Estat Andrei Rubanov, Blokhin va ser el botxí principal i, d'acord amb la seva reputació, li agradava treballar contínua i ràpidament i sense interrupcions. D'acord amb la política de l'NKVD sobre la naturalesa obscura d'aquesta operació, les execucions es realitzaven de nit, començant quan es feia fosc i continuant fins just abans de l'alba. La quota inicial de 300 presoners va ser rebaixada a 250 després de la primera nit, quan es decidí que totes les execucions que quedaven s'haurien de realitzar en completa foscor. Els cossos eren dipositats en camions coberts aparcats darrere de la cambra d'execució i traslladats, dues vegades per nit, a Mednoie, on Blokhin havia preparat un bulldozer i dos conductors de l'NKVD per deixar els cadàvers a un lloc sense senyalar. Cada nit, unes 24 ó 25 fosses, d'entre 8 a 10 metres, s'obrien per enterrar els cadàvers dels executats aquella nit, i cadascuna era coberta abans de l'alba. Blokhin i el seu equip treballaren sense descans deu hores cada nit, amb Blokhin executant a una mitjana d'un presoner cada tres minuts. Al final de la nit, Blokhin repartia vodka a tot els seus homes.
El 27 d'abril de 1940, Blokhin rebé en secret l'orde de la Bandera Roja i un modest premi monetari com a recompensa de Stalin per la seva habilitat i organització en el desenvolupament de tasques especials. La xifra de 7.000 afusellaments en només 28 dies segueix com un dels assassinats massius millor organitzats i realitzats per un únic individu.
Blokhin va ser obligat a retirar-se després de la mort de Stalin, malgrat que el seu servei sense màcula va ser fet públic per Lavrenti Béria en el moment de la seva marxa. Després de la caiguda de Béria, al juny de 1953, se li retirà el rang a Blokhin durant les campanyes de desestalinització de Nikita Khrusxov. A poc a poc va caure en l'alcoholisme i va morir al febrer de 1955; la causa oficial de mort fou el suïcidi.

## Condecoracions
- Treballador d'Honor de la Txekà, GPU (V) nombre 498
- Treballador d'Honor de la Txekà, GPU (XV) (1932)
- Orde de l'Estrella Roja (1936)
- Ordre d'Honor (1937)
- Orde de la Bandera Roja (1940, 1944)
- Orde de la Bandera Roja del Treball (1943)
- Orde de Lenin (1945)
- Orde de la Guerra Patriòtica de 1a classe (1945)

## Rangs
- Capità de Seguretat de l'Estat (9 de desembre 1935)
- Major de Seguretat de l'Estat (14 de març de 1940)
- Coronel de Seguretat de l'Estat (14 de febrer de 1943)
- Comissionat de Seguretat Pública (14 d'octubre de 1944)
- Major General (9 de juliol de 1945)